# Sancidino Silva
Sancidino Malam da Silva, né le 5 mars 1994 à Bissau (Guinée-Bissau), est un footballeur international bissaoguinéen, qui évolue au poste d'ailier gauche au sein du club arménien du Ararat Erevan.

## Biographie

### Carrière en club

#### Benfica Lisbonne B
Le 4 novembre 2012, il dispute son premier match professionnel avec le Benfica Lisbonne B, face au Sporting CP B, lors d'une rencontre de Segunda Liga 2012-2013, en remplaçant Lionel Carole à la 88e minute de jeu (défaite 3-1 au stade de Luz). Le 30 juin 2014, Sancidino résilie son contrat avec le Benfica B, mais revient au club le 24 février 2015, après un peu moins de 8 mois sans club. Avec le club lisboète, il signe un contrat de 5 ans.

#### FC Arouca
Sancidino Silva joue son premier match avec le FC Arouca le 14 août 2016, face au Boavista FC, en remplaçant André Santos à la 77e minute de jeu (défaite 2-0 au stade de Bessa XXI). Ce match entre dans le cadre de la première journée de la Liga NOS 2016-2017.

#### Leixões SC
Le 4 décembre 2017, alors libre de tout contrat après son départ du club d'Arouca, il rejoint le Leixões SC. Silva joue son premier match avec les Bébés le 17 décembre 2017, face au CD Nacional, en remplaçant Rubén Belima à la 67e minute de jeu (match nul 2-2 au Estádio do Mar). Ce match entre dans le cadre de la Ledman Liga Pro 2017-2018

#### FC Lausanne-Sport
Le 2 juillet 2018, Sancidino s'engage avec le club suisse du FC Lausanne-Sport, en signant un contrat jusqu'en 2020. Il dispute son premier match avec le club vaudois le 20 juillet 2018, face au SC Kriens, lors d'un match de Challenge League 2018-2019 (match nul 1-1 au stade olympique de la Pontaise). Malgré la bonne prestation du joueur bissaoguinéen, il est remplacé à la mi-temps par Mersim Asllani. Il marque son premier but avec les bleus et blancs le 24 novembre 2018, lors d'un match de championnat  face au FC Winthertour, à la 73e minute de jeu, soit trois minutes après son entrée en jeu à la place de João Oliveira (victoire 5-1 à domicile).

### Carrière en sélection

#### Portugal -16 ans
Le 5 mai 2009, il dispute son premier match avec les moins de 16 ans, face à la Belgique, lors d'un match amical (victoire 2-0).

#### Portugal -17 ans
Avec les moins de 17 ans, Sancidino Silva est convoqué pour disputer le championnat d'Europe des moins de 17 ans en 2010 qui se déroule au Liechtenstein. Le Portugal termine troisième de son groupe et Sancidino n'a joué aucun match durant la compétition, malgré avoir participé à la qualification des siens pour la compétition.
L'année suivante, il est à nouveau convoqué pour disputer l'Euro des moins de 17 ans, en 2011, qui se déroule en Serbie. Le natif de Bissau dispute quatre matchs durant le tour Élite, n'empêchant pas l'élimination du Portugal, dernier de son groupe. 

#### Portugal -18 ans
En décembre 2011, il est convoqué par l'entraineur de l'équipe du Portugal des moins de 18 ans, Emílio Peixe, pour une tournée de matchs amicaux en Israël. Silva joue son premier match avec les U18 le 15 décembre 2011, face à l'Allemagne (défaite 2-1 à Ramat Gan).

#### Portugal -19 ans
Le 4 février 2013, Sancidino Silva dispute son premier match avec les moins de 19 ans, face à la Suède, lors d'un match amical (match nul 1-1 à Upplands-Bro). Il est remplacé à la 58e minute de jeu par Frédéric Maciel.

#### Guinée-Bissau
En août 2011, il est appelé par l'entraîneur de l'équipe de Guinée-Bissau, Luís Norton de Matos, pour disputer un match amical face à la Guinée équatoriale, le 10 août 2011, Sancidino Silva entre en cours de jeu (victoire 4-1 au stade du Restelo, ).